# Are You My Mummy?
«Are You My Mummy?» (с англ. — «Моя личная мумия») — серия 4a первого сезона мультсериала «Финес и Ферб», которая вышла 10 марта 2008 года.

## Сюжет
Финес и Ферб вместе с Лоренсом и Кэндэс идут в кинотеатр смотреть фильм на египетскую тему, в котором два археолога обнаруживают живую мумию. Финес и Ферб вдохновлены найти их собственную мумию и выйти в подвал кинотеатра, где, как известно по слухам, мумия. Кэндэс видит, что они уходят, чтобы сделать это, и следует за ними. Однако, поскольку Финес и Ферб идут, ища мумию через подвальных прихожих, носящие шляпы археолога, они сталкиваются с ловушками; братья избегают ловушек, но Кэндэс была поражена ими всеми. В конечном счёте, она замотана в туалетную бумагу и не может говорить должным образом (из-за несвежей жвачки), она подходит к мальчикам, которые принимают её за мумию и хватают.
Тем временем Перри уходит к озеру около дамбы бобра, которую доктор Фуфелшмертц планирует разрушить. Как только Перри прибывает, Фуфелшмертц заманивает его в неразрушимый пузырь, сделанный из «чистых злых полимеров» и космической эры, и Фуфелшмертц объясняет, что надеется демонтировать дамбу, используя «Лесоинатор» (работающий как магнит, за исключением того, что он притягивает лес), чтобы поднять уровень воды, делая его собственностью береговой линией. Перри, в конечном счёте, разрушает пузырь и начинает бороться с Фуфелшмертцом, пока дамба не разрушена, и их уносит на воде.
Фуфелшмертц и Перри достигают трубопроводов рядом с подвалом театра, где находятся мальчики и Кэндэс. Перри побеждает Фуфелшмертца, не ловя внимание трёх, и вода смывает туалетную бумагу с Кэндэс. Когда они выбираются наружу, чтобы встретиться с их отцом, Финес удивлён потому, что его мумия исчезла.

## Производство
Серия была написана создателями Финеса и Ферба Дэном Повенмайром и Джеффом «Болотистое» Болото вместе с Бобби Гейлором и Мартином Олсоном. Эта серия была нарисована художниками Кайлом Бейкером и Майком Ротом, и направлена Повенмайру. Эта серия была первоначально передана в США на канал Disney Channel 15 февраля 2008 года, с телевизионной родительской оценкой TV-G (рекомендовано для всех возрастов), как часть специального марафона длиной в месяц под названием «Phineas and Ferb-urary».
Элементы сюжета из серии относятся к питчингу на Walt Disney Company для серий Повенмайра и Марша. Питчинг был построен из шатаний сценарного отдела киностудии, которые были зарегистрированы и дублированы Повенмайром для голосов, и звуковых эффектов. Начальный лейтмотив показал иллюстрацию Финеса и Ферба, носящих шляпы археологов, обнаруживают Кэндэс, обёрнутую туалетной бумагой.
Серия доступна на DVD 2008 года «Финес и Ферб: Жажда скорости», наряду с сериями первого сезона «One Good Scare Ought to Do It!» «The Fast and the Phineas», «Lawn Gnome Beach Party of Terror», «Flop Starz», «Raging Bully», «Lights! Candace! Action!» и «It's About Time!». Песня «Моя немёртвая мумия и я», которая основана на лейтмотиве «The Courtship of Eddie’s Father», стала доступна в 2009 году на саундтреке Финеса и Ферба.

## Критика
Серия получила благоприятные обзоры от телекритиков. Рецензенты особенно похвалили музыкальный номер «Моя немёртвая мумия и я». Джим Томас сказал, что это «действительно крутило» в его рецензии для DVD «The Fast and Phineas». Эд Луи из Toon Zone был критически настроен по отношению к серии и нескольким другим ранним, цитируя, что «серии слишком безумны для их собственной пользы», но полагал, что песня была «забавным видео».